# 西山敏夫
西山 敏夫（にしやま としお、1905年9月19日 - 2000年12月）は、日本の児童文学作家。
神奈川県生まれ。早稲田大学高等師範部卒。
太平洋戦争中、「ホアンの花」（1943年）などを『少国民文化』に発表。
戦後は『新児童文化』『朝の笛』などに短編童話を掲載するほか、海外古典・日本古典の再話を多く行った。
1958年『よこはま物語』で小学館児童出版文化賞受賞、1979年児童文化功労者。

## 著書
- 『おらんだ焼』（中村好宏絵、桜井書店） 1948
- 『ぎんのさかな 1年生の童話』（昭和出版） 1948
- 『こねずみちょろちゃん』（國民図書刊行会） 1948
- 『サーカスのライオン』（講談社） 1949
- 『いまの旅むかしの旅』（小峰書店） 1951
- 『こしおれすずめ』（石井健之絵、講談社） 1954
- 『エジソン』（保育社、保育社の偉人絵文庫） 1955
- 『ぼうけんごろちゃん』（講談社） 1956
- 『雪国ものがたり』（滝原章助絵、実業之日本社） 1957
- 『のぐちひでよ』（偕成社） 1963
- 『社会科ものがたり』全8巻（二反長半・福田清人共著、ポプラ社） 1965
- 『リンカーン』（小学館、母と子の世界偉人物語） 1966
- 『ふるさとのはなし 3 関東地方』（さ・え・ら書房） 1978
- 『ふるさとのはなし 10 九州・沖縄地方』（さ・え・ら書房） 1979

### 再話
- 『ロバものがたり』（セギュール夫人原作、ポプラ社） 1957
- 『せむしの小うま』（エルショーフ、偕成社） 1962
- 『ニルスのふしぎな旅』（ラーゲルレーフ、集英社） 1967

ほかイソップ、アラビアンナイト、ディズニーなど多数。

## 参考
- 『日本近代文学大辞典』（講談社）1984
- 朝日新聞訃報 2000年